# 유현주 (골프 선수)
유현주(1994년 2월 28일~)는 대한민국의 골프 선수이다. 2011년에 KLPGA 데뷔를 했으며, 역대 최고 성적은 2012년 BS금융그룹 부산은행•서울경제 여자오픈 공동14위이다.

## 수상
- 2022년 SBS 연예대상 쇼, 스포츠 부문 소셜 스타상